# عسل‌خوار رنگین
عسل خوار رنگین (نام علمی: Grantiella picta) گونه‌ای از عسل‌خواران در یک سردهٔ تک‌نماد است.

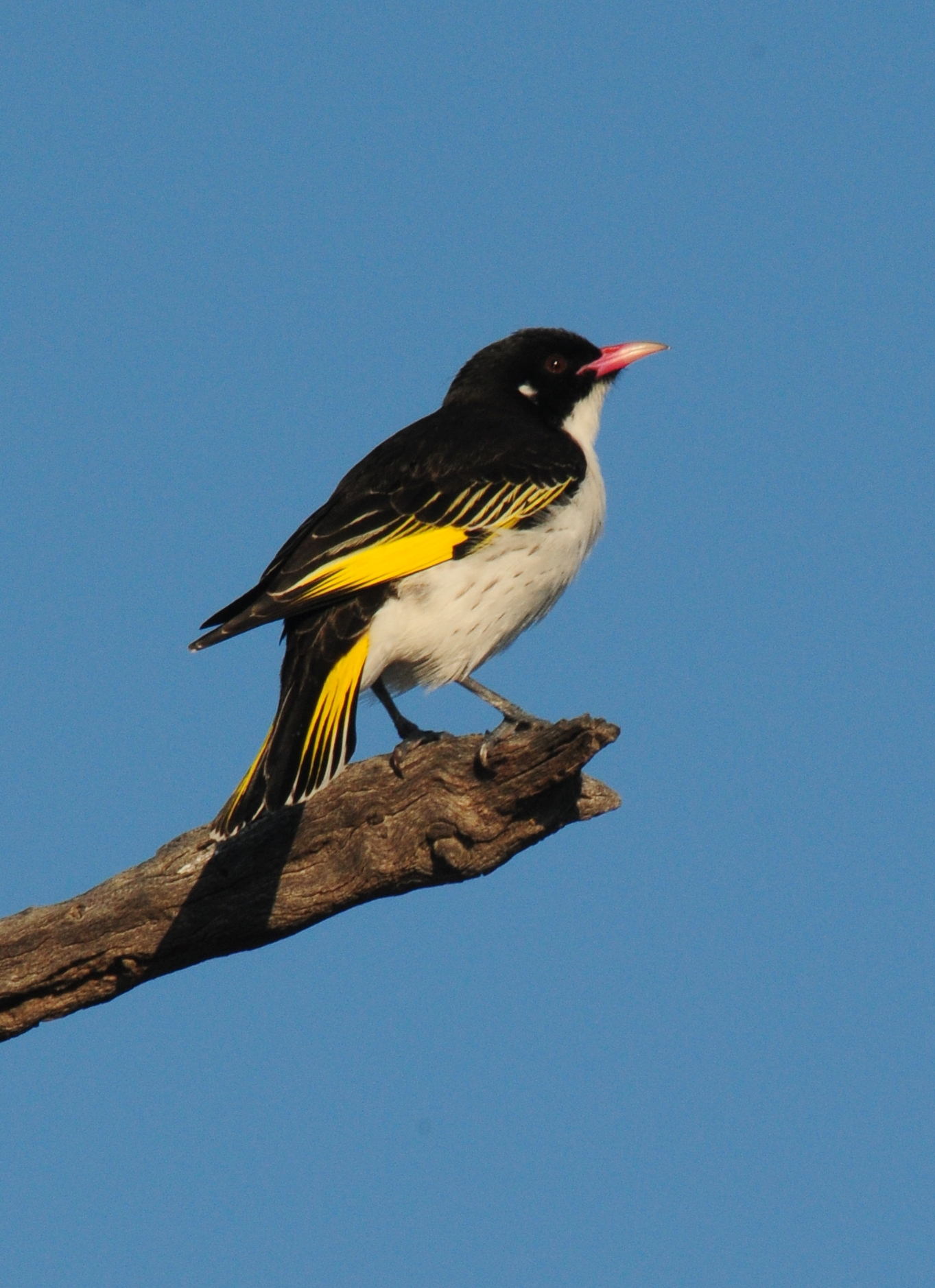
تصویری از عسل‌خوار رنگین که لبه‌های زرد پرهای بال و دم آن را به وضوح نشان داده است.

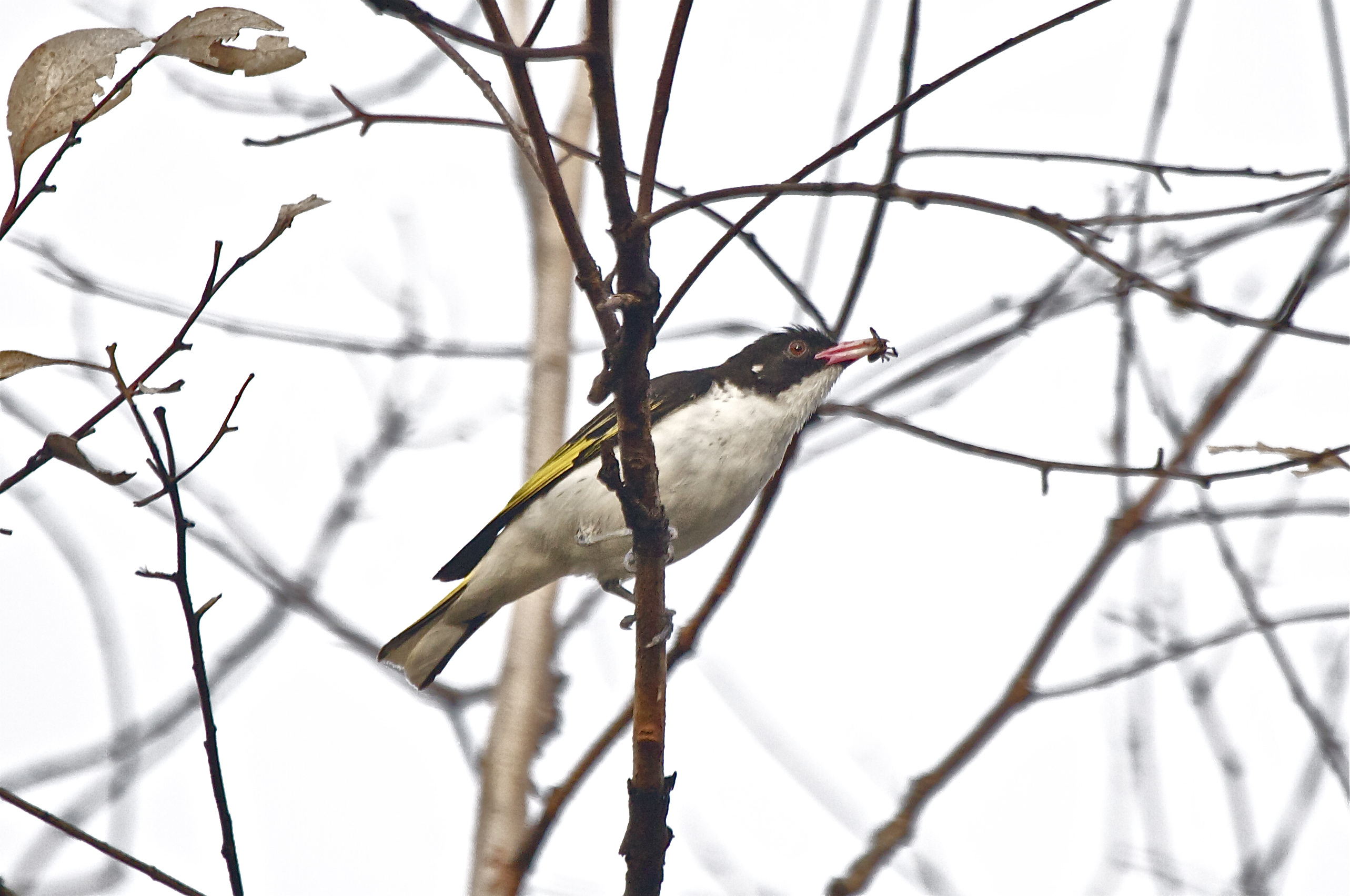
عسل‌خوار رنگین که از عنکبوت تغذیه می‌کند.